# Harold Agnew
Harold Melvin Agnew, né le 28 mars 1921 à Denver et mort le 29 septembre 2013 à Solana Beach, est un physicien américain.

## Biographie
Harold Agnew est surtout connu pour avoir participé en tant qu'observateur scientifique à la mission de bombardement d'Hiroshima et, plus tard, en tant que troisième directeur du laboratoire national de Los Alamos.

## Distinctions
Harold Agnew a reçu le prix Enrico-Fermi en 1978.